# 伊恩·米拿
伊恩·米拿（英語：Ian Miller，1955年5月13日—）是一名前蘇格蘭職業足球員，足球生涯均在英格蘭度過。

## 球員生涯
米拿曾先後效力過貝利、諾定咸森林、唐卡士打、史雲頓和布力般流浪。米拿是布力般流浪在1987年時奪得英格蘭足總會員盃的其中一員。1989年6月，米拿轉投了維爾港，他在1989/90球季穩坐正選位置，然而在1989年12月開始便慢慢被投閒置散，最終在1990年8月被球會所放棄。其後米拿輾轉效力過斯肯索普和史丹福流浪後便退役。

## 教練生涯
米拿在退役後仍然活躍於球壇。1991年8月，米拿重返維爾港擔任社區計劃（Community Programme）主導，並在1992年5月成為了青年發展主任。1994年11月，米拿離開了維爾港，並隨即擔任了狼隊的預備組教練。米拿亦曾短暫在布力般流浪擔任教練，其後他在2008年成為列斯聯的一隊教練。

## 榮譽

### 布力般流浪
- 英格蘭足總會員盃冠軍：1987年